# Acontes
Acontes fou fill de Licàon. Va fundar la ciutat d'Acontion, a l'Arcàdia, que va prendre el seu nom.